# (29099) 1981 EQ16
A (29099) 1981 EQ16 egy kisbolygó a Naprendszerben. Schelte J. Bus fedezte fel 1981. március 6-án.